# 蒂娜·莫多蒂
蒂娜·莫多蒂（義大利語：Tina Modotti；1896年8月16日（一说1896年8月17日）—1942年1月5日），出生名阿孙塔·阿德莱德·路易贾·莫多蒂·蒙迪尼（義大利語：Assunta Adelaide Luigia Modotti Mondini），意大利摄影师、模特、演员，也是一名第三国际革命者:29。1913年，莫多蒂离开意大利移民美国，同父亲及姐姐定居旧金山。在此地她以做模特和剧院演员为生，同时兼职裁缝，随后又从旧金山迁居洛杉矶从事电影业，并成为一位摄影师及评论家。1922年，又移居墨西哥，并加入墨西哥共产党。

## 生平

### 早年经历
阿孙塔·阿德莱德·路易贾·莫多蒂·蒙迪尼生于意大利弗留利乌迪内。母亲阿孙塔是裁缝，父亲朱塞佩是石匠，二人常年在奥地利务工。父母归国时，莫多蒂已进入乌迪内的纺织厂内工作。1913年，16岁的她移居美国加州旧金山。当年6月24日，她独自一人乘毛奇号远洋船从热那亚出发，于7月8日抵达埃利斯岛。下船时登记是“学生，身高5英尺1英寸，单身，身心健康”，带着100美元、一张火车票前往旧金山，投奔在美国生活的父亲和姐姐:12-13。

### 演艺生涯

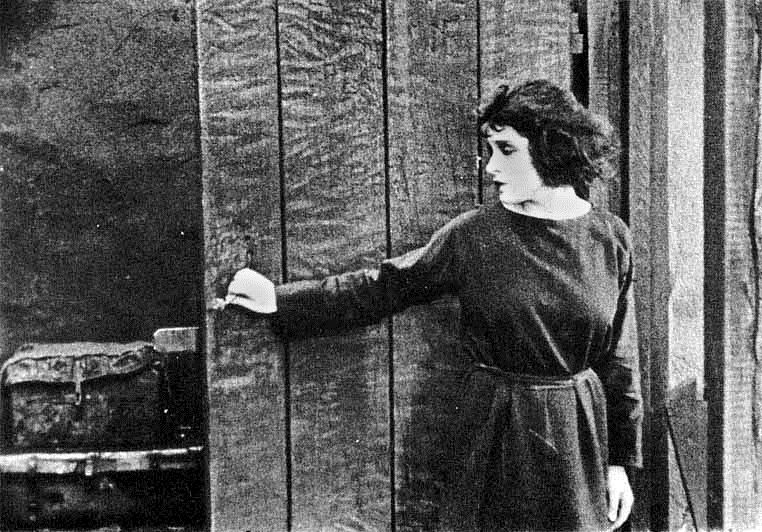
1920年，蒂娜·莫多蒂在电影《虎皮》中出镜

到达旧金山湾区的意大利社区后，莫多蒂深受区内移民的表演艺术吸引，尝试涉足演艺事业。20世纪10年代末—20世纪20年代初，她饰演角色遍布戏剧、歌剧、无声电影多个领域，还为艺术家当模特。
1917年，莫多蒂结识了诗人兼艺术家鲁贝·“罗博”·德·阿布里埃尔·里奇（法語：Roubaix "Robo" de l'Abrie Richey，昵称罗博）。里奇是俄勒冈州人，原名鲁比·里奇（英語：Ruby Ritchie），改名鲁贝是为了凸显他波西米亚主义的生活追求。1918年，莫多蒂与鲁贝相恋，追随他迁至洛杉矶，踏入电影行业。二人已同居并如同“已婚夫妇”一般生活，但却始终未登记婚姻。1920年洛杉矶人口普查时，她被列为美国公民:29。莫多蒂在荧幕中所饰演的角色多以致命女郎为主，这在1920年的电影《虎皮》中最为鲜明，而另外两部电影中她的戏份较少。
在此期间，这对情侣结识了其他追求波西米亚主义的艺术家，其中有里卡多·戈麦斯·罗韦洛（西班牙語：Ricardo Gómez Robelo）和摄影师爱德华·韦斯顿:29-30。

### 摄影生涯
在意大利之时，孩提时代的莫多蒂就在叔叔彼得罗·莫多蒂的工作室中接触到摄影。抵达美国后，父亲也在旧金山短暂地经营类似的工作室。在洛杉矶，她与爱德华·韦斯顿和他的朋友玛格丽特·马瑟相识。得益于这段情谊，莫多蒂在日后成为举足轻重的的摄影师及纪录片制作人。至1921年，她成为韦斯顿的情人。此时罗韦洛成为墨西哥教育部美术系的负责人，劝说罗博一道前往墨西哥。他承诺提供工作和一间工作室:47。
罗博在1921年9月动身前往墨西哥。离开时，可能未察觉韦斯顿与莫多蒂有染，他带上了韦斯顿印刷出的摄影作品，希望能在墨西哥求得为韦斯顿办展的机会。当莫多蒂前往墨西哥寻找罗博时，却在半路上惊闻他在1922年2月9日死于天花。在罗博逝后两天，她方才到达，悲痛欲绝。1922年3月，她在墨西哥城的圣卡洛斯学院举办罗博和韦斯顿的作品展，为期两周，完成了罗博遗愿。很快她再次遭受打击，她的父亲去世，不得不在1922年3月末从墨西哥返回旧金山。1923年，莫多蒂和韦斯顿一起前往墨西哥城，韦斯顿夫人弗洛拉和三个幼子留在美国，韦斯顿的长子钱德勒随二人同行。韦斯顿教授莫多蒂摄影技法，作为回报，她负责日常韦斯顿工作室的运营。
二人共同在墨西哥城开了一间人像摄影室。首都的波西米亚派艺术家很快纷纷慕名前来，他们的人像摄影业务得以在艺术家之间迅速扩展。很快他们发起了一个政治兼文化上的前卫者社区组织，其成员有芙烈达·卡萝、卢佩·马林、迭戈·里维拉、让·夏洛。在墨西哥生活后，韦斯顿为当地的自然景色及民间艺术所折服；而莫多蒂被墨西哥的人情味所打动，将其与现代主义美学结合，并回避“艺术家”这一用词，坚持认为她的摄影不过是“捕捉社会现实”。此外，她还成为记录彼时蓬勃发展的墨西哥壁畫運動之最佳人选，用照片记录下许多何塞·克莱门特·奥罗斯科和里维拉的画作。1924年—1928年间，在墨西哥城的公共教育部建筑内，莫多蒂拍摄了数百幅里维拉的壁画。在这一时期内，她大胆创新，将镜头聚焦于建筑内饰、盛开的繁花、乡村景致，这其中以在罹患抑郁期间拍摄的工人农民尤为突出，她的视觉表达方式日臻成熟。1926年，受汉内斯·迈耶委托，莫多蒂与韦斯顿在墨西哥各地采风，收获的作品为日后所撰书籍《祭坛后的神像》（英語：Idols Behind Altars）提供了灵感。
1925年，莫多蒂加入共产主义组织国际赤色济难会。1926年11月，韦斯顿离开墨西哥回到加州。在这段时间，莫多蒂遇到了包括哈维尔·格雷罗、胡利奥·安东尼奥·梅利亚、维托里奥·维达利三位共产主义者。后来他们全都与莫多蒂有染。自1927年始，在政治活动上，莫多蒂变得更加积极。她在当年加入了墨西哥共产党，作品也更具政治色彩。这一时期，她的作品多在各类刊物中出现，如杂志《墨西哥风俗》（英語：Mexican Folkways）、《形式》（西班牙語：Forma），甚至是一些政治刊物如《砍刀报》、德国共产党刊物《工人画报》、美国杂志《新大众》，更加频繁地进入大众视野。1929年后，她还向奥地利社会民主党杂志《杜鹃》投稿。
墨西哥摄影家曼努尔·阿尔瓦雷斯·布拉沃将莫多蒂的作品风格划分为两段时期：“浪漫”与“革命”。前一时期的作品诞生于与韦斯顿合作的时期，在韦斯顿的暗室中，她从一名助手、经理成长为富有创造力的摄影家；1929年12月，在墨西哥国家图书馆举办的个展集中回顾了后一时期的作品，该展被认为是“墨西哥首次的革命摄影作品展”:119。

### 革命事业
1927年，莫多蒂与墨西哥共产党员哈维尔·格雷罗相爱。后格雷罗派往莫斯科，参加为期一年的党内培训。在这段时间内，她又与被驱逐的古巴革命家胡利奥·安东尼奥·梅利亚交往。此时，经济与政治动荡正在墨西哥甚至其他中、南美洲国家蔓延加剧，政治异见者遭受镇压。1929年，在从国际赤色济难会（隶属于第三国际，当时正为政治迫害受害者提供援助）办公室归家的路上，梅利亚遇刺身亡。同行的莫多蒂当即被捕，后洗清嫌疑得以释放。不久之后，又发生一起针对墨西哥总统帕斯夸尔·奥尔蒂斯·鲁维奥的未遂刺杀。莫多蒂已成为墨西哥和意大利政治警察的目标。在一致反共、反外来移民的社会氛围下，她被怀疑是两起刺杀案的始作俑者（在后续的调查中，杀害梅利亚的凶手何塞·马格里尼亚特（西班牙語：José Magriñat）缉拿归案；天主教狂热分子丹尼尔·路易斯·洛雷斯（西班牙語：Daniel Luis Flores）被指控为枪击鲁维奥的凶手），称她是“凶狠嗜杀的蒂娜·莫多蒂”:114-115。
最终，随着墨西哥政府的反共运动愈演愈烈，1930年，莫多蒂被驱逐出境。起初她在柏林停留数月，几经辗转后来到莫斯科，在此度过了几年。因其所携签证受限，她先抵达柏林，而后逗留瑞士。在此过程中，意大利当局以颠覆国家之罪名竭力尝试将她引渡回国，所幸在国际赤色济难会的协助下，她得以逃脱法西斯警察的拘捕。莫多蒂亦想要回到意大利，加入当地的反法西斯抵抗运动，但因为德国的政治环境每况愈下，自身也难有更多精力投入斗争，她听从维托里奥·维达利建议，在1931年移居莫斯科。
在莫斯科生活的这段时间，她代表国际工人救济会，成为第三国际的一名特工在欧洲活动。1936年西班牙内战爆发，维达利（人称指挥官卡洛斯）和莫多蒂（化名玛丽亚）离开莫斯科前往西班牙，在此工作至1939年。1939年，在西班牙共和党溃败之后，莫多蒂和维达利离开西班牙，莫多蒂使用化名回到墨西哥。

### 逝世

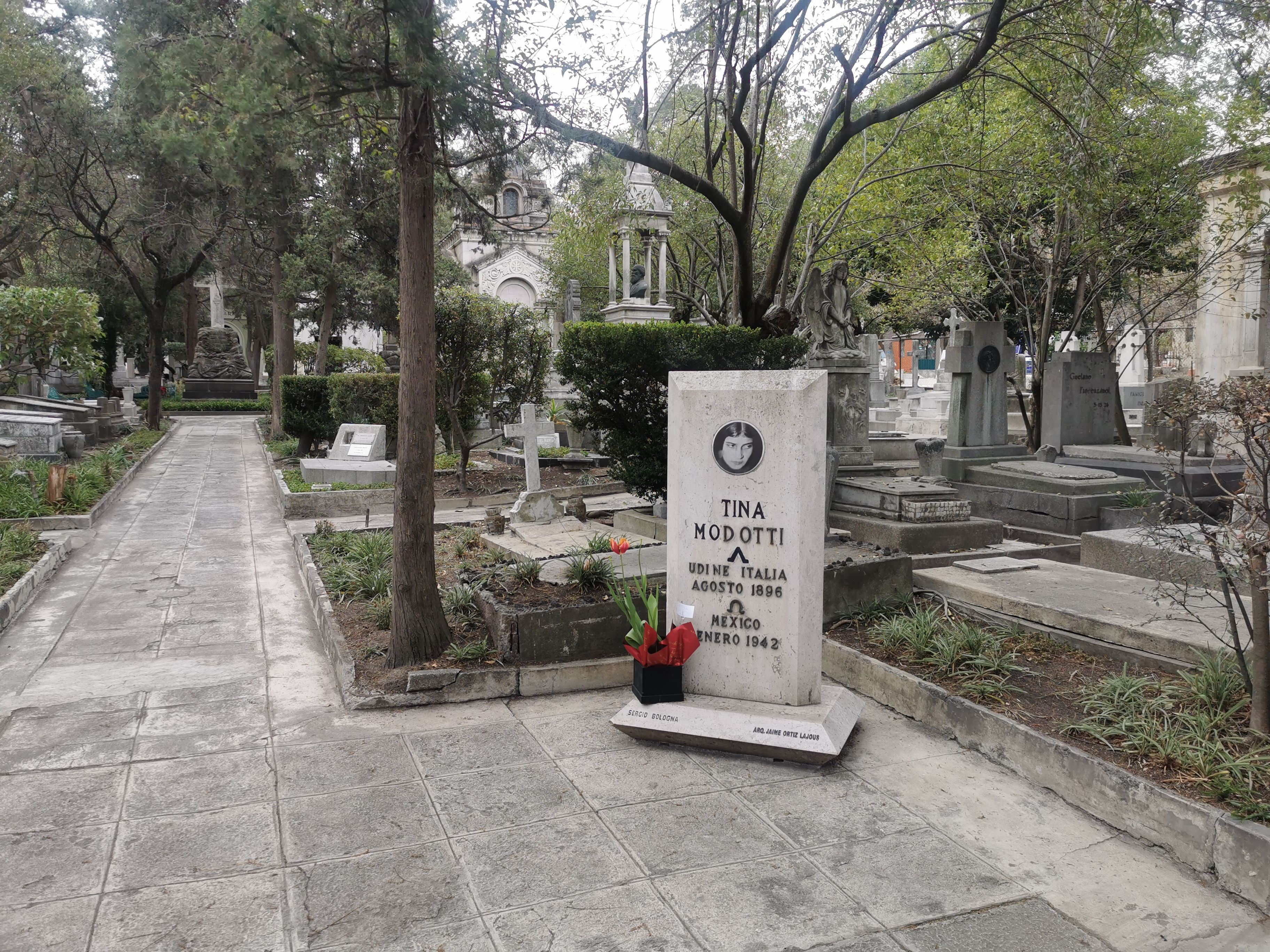
蒂娜·莫多蒂之墓

1942年，在墨西哥城，莫多蒂从汉内斯·迈耶家中的宴会返家。搭乘出租车返家的途中，她因心脏衰竭逝世，时年45岁。因为死因蹊跷，迭戈·里维拉怀疑这是维达利精心策划的阴谋——莫多蒂可能“知道太多”维达利在西班牙内战中的行动。而尸检报告表明，莫多蒂属正常死亡，死于充血性心力衰竭。逝世后她葬于墨西哥城多洛雷斯公墓，巴勃罗·聂鲁达撰诗《蒂娜·莫多蒂已逝》（西班牙語：Tina Modotti ha muerto）悼念，诗的一部分作为墓志铭刻在墓碑上，墓碑上还有出自雕刻家利奥波多·门德斯之手的人像浮雕：
| Puro es tu dulce nombre, pura es tu frágil vida: De abeja, sombra, fuego, nieve, silencio, espuma: De acero, línea, polen, se construyó tu férrea, tu delgada estructura. | 你甜美的名字纯净无瑕，你脆弱的生命纯粹无邪： 由蜜蜂、光影、火焰、白雪、寂静、泡沫： 还有那利剑、线条、花粉，构筑起你那钢铁般坚韧而 纤细的身躯。 |

## 作品
1996年，费城艺术博物馆举办“蒂娜·莫多蒂：摄影展”，由该馆摄影展的策展人玛莎·查鲁迪（英語：Martha Chahroudi）负责。为筹措资金，歌手麦当娜还在1995年拍卖了她的1963年产奔驰。她是莫多蒂作品的主要藏家。2006年，旧金山现代艺术博物馆亦设“源自墨西哥的作品灵感：蒂娜·莫多蒂与爱德华·韦斯顿”（英語：Mexico as Muse: Tina Modotti and Edward Weston）一展。
除了在美国各展馆展出外，莫多蒂的作品还在意大利、波兰、德国、奥地利等国家与公众见面。2010年，有史以来规模最大的作品展“摄影师和革命者蒂娜·莫多蒂”（英語：Tina Modotti Photographer and Revolutionary）在奥地利的维也纳艺术之家开展。该展的250份作品中很大一部分是首次对外展出，作品来自柏林的平行世界画廊（德語：Galerie Bilderwelt）及纽约斯宾塞·思罗克莫顿（英語：Spencer Throckmorton）画廊，莱因哈德·舒尔茨任馆长。2015年，在理查德·诺顿画廊（英語：Richard Norton Gallery），举办展览“蒂娜·莫多蒂：墨西哥壁画摄影作品”（英語：Tina Modotti: Photographs of Mexican Murals）。位于圣彼得堡的国家博物馆及展览中心（俄语：РОСФОТО）举办题为“蒂娜·莫多蒂 艺术、爱情、革命”（英語：Tina Modotti Art. Love. Revolution）的作品展。展览从2019年9月20日持续到11月18日。意大利热那亚的总督宫于2022年4月8日—2022年10月9日期间举办展览“妇女、墨西哥与自由”（義大利語：Donne, Messico e Libertà）。

### 常设作品展
莫多蒂的作品在以下博物馆中设有常展：
- 芝加哥艺术博物馆，芝加哥[26]
- 现代艺术博物馆，纽约[27]
- 旧金山现代艺术博物馆，旧金山[28]
- 大都会艺术博物馆，纽约[29]
- 费城艺术博物馆，费城[30]
- 巴尔的摩艺术博物馆（英语：Baltimore Museum of Art）[31]

### 电影
- 《虎皮（英语：The Tiger's Coat）》，戴尔电影公司（英語：Dial Film Company），1920年[32]
- 《与死同行（英語：Riding With Death）》 ，福克斯电影公司，1921年，饰演本人[33]
- 《请听我解释（英语：I Can Explain）》，百代电影公司，1922年[34]:372
- 纪录片《蒂娜·莫多蒂》，第四台，时长52分钟，导演凯里·希金斯，制片海伦·凯尔西，1992年[35]

## 纪念

### 作品中的形象
迭戈·里维拉的壁画作品中多次出现莫多蒂的形象：
- 《富饶的大地》，位于查宾戈（英语：Chapingo）的墨西哥国家农业学校，近特斯科科，1926年[36]

1926年，里维拉妻子卢佩·马林坚称她与丈夫分手是因为他与莫多蒂私通。在绘制《富饶的大地》时，莫多蒂是他的裸体模特。他们之间的恋情持续了大约一年，莫多蒂的形象还出现在《大地被奴役》、《发芽》、《处女地》当中:88-89。
- 《在兵工厂》（西班牙語：En el Arsenal），位于墨西哥公共教育部，墨西哥城，1928年[38]

该画作侧面反映了莫多蒂加入共产党后生活中的变化。画面中心的是里维拉第二位妻子芙烈达·卡萝，正向众人发放枪支。莫多蒂处在画面右侧，正与恋人胡利奥·安东尼奥·梅利亚对视:142。
在2002年的电影《弗里达》中，阿什莉·贾德饰演莫多蒂。这部电影主要介绍的是同时期另一位艺术家芙烈达·卡萝。2018年，英格兰AG影业（英語：AG Studios）宣布将拍摄电视迷你剧《激进之眼：莫多蒂生平和她的时代》，由宝拉·阿尔瓦雷斯·瓦卡罗任导演，莫妮卡·贝鲁奇主演。
2017年8月16日，Google更改首页Google涂鸦，以纪念莫多蒂诞辰121周年。这一涂鸦出现在墨西哥Google搜索的首页上。

## 图库

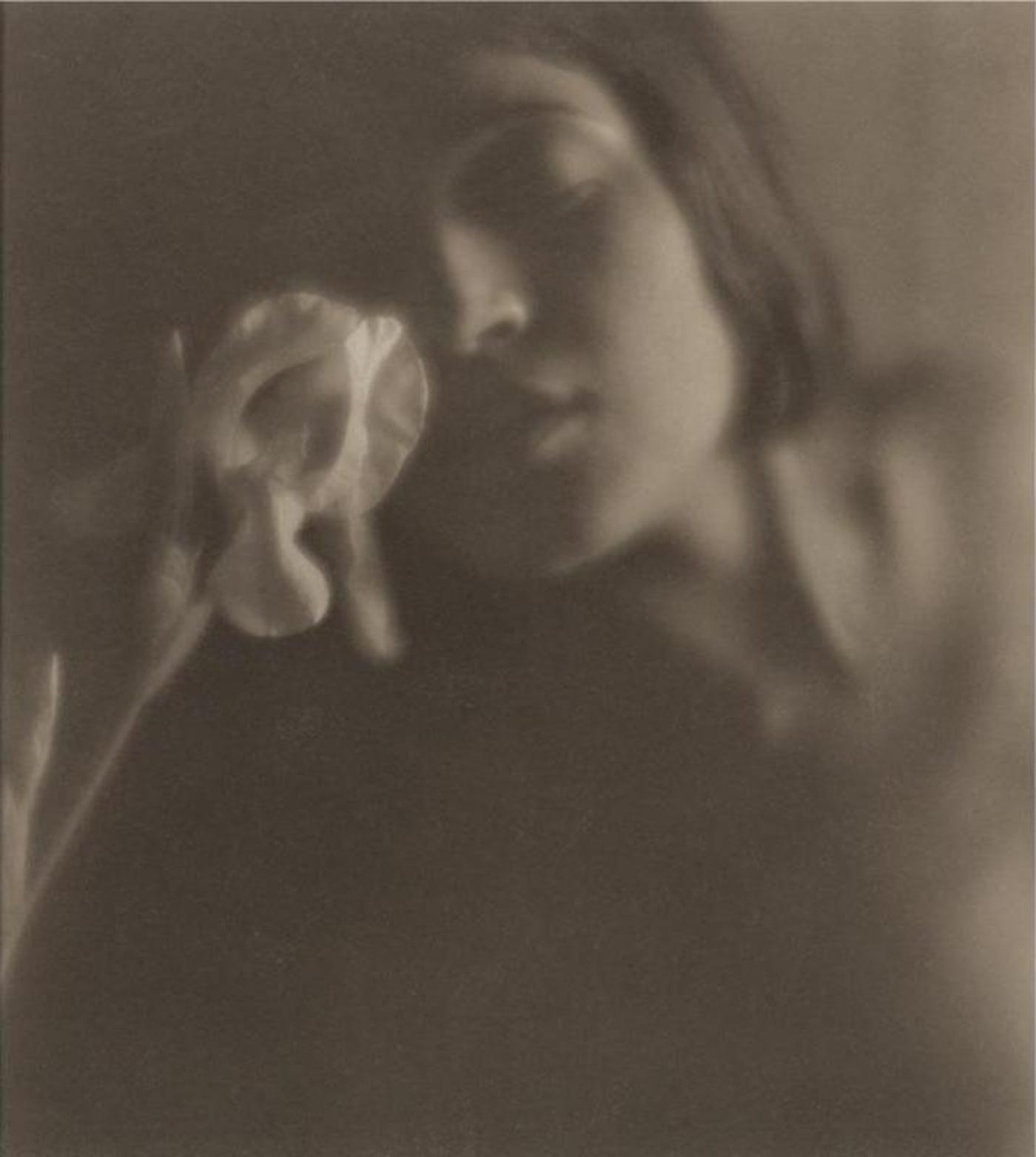
蒂娜·莫多蒂，爱德华·韦斯顿摄于1921年
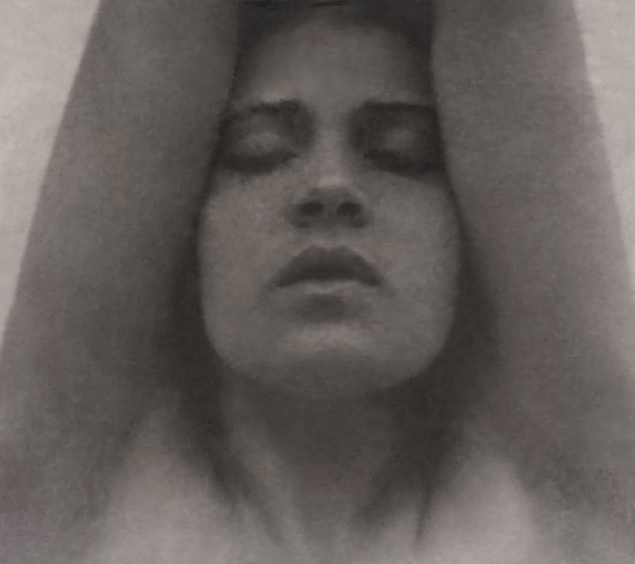
举起双臂的蒂娜·莫多蒂，爱德华·韦斯顿摄于1921年前后
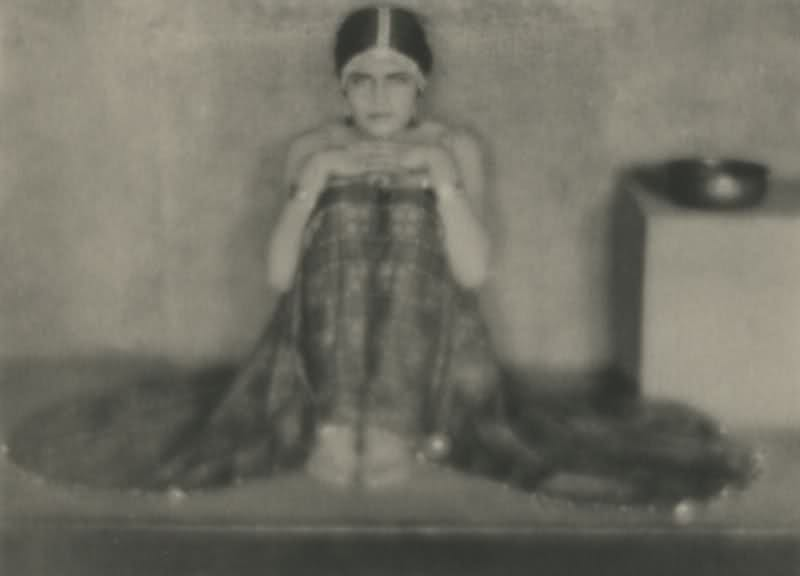
爱德华·韦斯顿，简·里斯（英语：Jane Reece (photographer)）摄于1919年前后
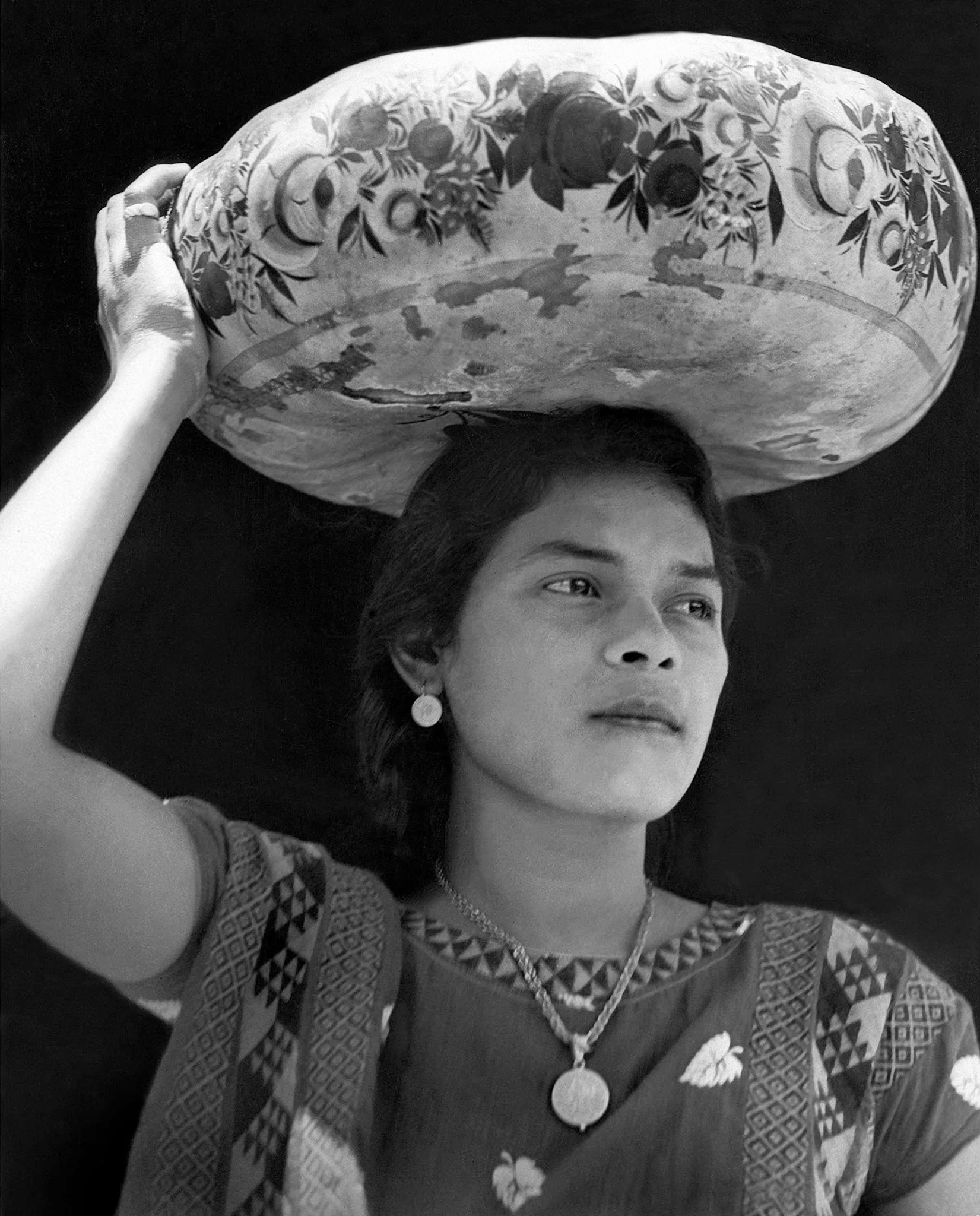
特万特佩克妇女（英语：Woman of Tehuantepec (Modotti)），蒂娜·莫多蒂，1929年

## 延伸阅读
传记
- Albers, Patricia, Shadows, Fire, Snow – The Life of Tina Modotti, Clarkson Potter, 1999. ISBN 0-609-60069-9
- Argenteri, Letizia.Tina Modotti: Between Art & Revolution, New Haven: Yale University Press, 2003. ISBN 0-300-09853-7
- Cacucci, Pino, Tina Modotti; A Life, New York, NY: St. Martin's Press, 1999. ISBN 0-312-20036-6
- Constantine, Mildred, Tina Modotti – A Fragile Life, Chronicle Books, 1993. ISBN 0-8118-0502-6
- Hooks, Margaret,Tina Modotti, Photographer and Revolutionary, London: Harper Collins, 1993. ISBN 0-04-440879-X
- Hooks, Margaret,Tina Modotti, Master of Photography, NY: Aperture, 1999. ISBN 0-89381-823-2.
- Hooks, Margaret,Tina Modotti, London: Phaidon Press, 2006. ISBN 0-7148-4156-0.
- Lowe, Sarah, M., Tina Modotti; Photographs, NY: Harry Abrams, Inc., Publishers, 1995. ISBN 0-8109-4280-1
- Lowe, Sarah M., Tina Modotti and Edward Weston: The Mexico Years. London: Merrill Publishers in association with Barbican Gallery, 2004. ISBN 978-1-85894-245-2、1858942454
- Noble, Andrea,Tina Modotti: Image, Texture, Photography, Albuquerque: University of New Mexico Press, 2000. ISBN 0-8263-2254-9
- Poniatowska, Elena,Tinísima, Mexico: Ediciones Era, 1996. ISBN 968-411-305-6
- Stourdze, Sam (ed.), Patricia Albers, Karen Cordero Reiman, Tina Modotti and the Mexican Renaissance, Paris: Jean Michel Place Editions, 2000. ISBN 2-85893-557-2

其他
- Brenner, Anita, Idols Behind Altars – Modern Mexican Art and Its Cultural Roots, NY: Dover Publications Inc. Mineola, 2002 [reprinted from 1929 edition] photographs by Modotti and Weston. ISBN 0-486-42303-4 (pbk.)
- Herrera, Hayden, Frida – A Biography of Frida Kahlo, New York, NY: Harper Colophon Books, 1983. ISBN 0-06-011843-1
- Marnham, Patrick, Dreaming With His Eyes Open – A Life of Diego Rivera, Berkeley, CA: University of California Press, 2000. ISBN 0-679-43042-3 (refers to 1998 edition)
- Miller, Throckmorton, et al. Tina Modotti – Photographs, NY, NY: Robert Miller Gallery, 1997. ISBN 0-944680-52-6
- Naggar & Ritchin, Mexico Through Foreign Eyes – Visto por ojos extranjeros 1850 – 1990, NY, NY: WW Norton and Co., 1993. ISBN 0-393-03473-9
- Rochfort, Desmond, Mexican Muralists, San Francisco: Chronicle Books, 1998. ISBN 0-8118-1928-0
- Warren, Beth Gates,  Margrethe Mather & Edward Weston – A Passionate Collaboration, NY, NY: WW Norton & Co., 2001. ISBN 0-393-04157-3
- Wolfe, Bertram D.  The Fabulous Life of Diego Rivera, NY, NY: Stein & Day Publishers, 1963. ISBN 0-8154-1060-3 k. ed.